# Матрёнка (приток Байгоры)
Матрёнка — река в Добринском районе Липецкой области России.
Исток — у села Приозёрное (почти у границы с Воронежской областью). Матрёнка — правый приток реки Байгоры; впадает в неё ниже села Нижняя Матрёнка. Помимо последнего от названия реки получили свои имена два других села Добринского района — Верхняя Матрёнка и Средняя Матрёнка, деревни Малая Матрёнка и Нижнематрёнские Выселки.
В нижнем течении асимметрична, крутой правый берег поднимается на 10—12 м, несет свежие овраги.
По мнению топонимистов, в том числе В. А. Прохорова, гидроним происходит от тюркского слова матурлык, что переводится как красота. Аналогичная версия есть также у реки Матыры.
Устье реки находится в 58 км по правому берегу реки Байгора. Длина реки составляет 50 км, площадь водосборного бассейна 338 км².

## Данные водного реестра
По данным государственного водного реестра России относится к Донскому бассейновому округу, водохозяйственный участок реки — Матыра, речной подбассейн реки — бассейны притоков Дона до впадения Хопра. Речной бассейн реки — Дон (российская часть бассейна).
Код объекта в государственном водном реестре — 05010100412107000002956.